# Кананикольский сельсовет
Кананикольский сельсовет — муниципальное образование в Зилаирском районе Башкортостана России.

## История
В 2004 году часть территории перешла в состав Баймакского района, согласно Закону Республики Башкортостан «Об изменениях в административно-территориальном устройстве Республики Башкортостан, изменениях границ и преобразованиях муниципальных образований в Республике Башкортостан» от 17 декабря 2004 года  N 125-з:

7. Изменить границы Зилаирского района, Кананикольского сельсовета Зилаирского района, Баймакского района, Темясовского сельсовета Баймакского района согласно представленной схематической карте, передав часть территории площадью 158,0766 га Кананикольского сельсовета Зилаирского района в состав территории Темясовского сельсовета Баймакского района.

Согласно Закону о границах, статусе и административных центрах муниципальных образований в Республике Башкортостан имеет статус сельского поселения.

## Население
| 2002 | 2009  | 2010  | 2012  | 2013 | 2014 | 2015 |
| ---- | ----- | ----- | ----- | ---- | ---- | ---- |
| 1384 | ↘1106 | ↘1085 | ↘1032 | ↘990 | ↘950 | ↘893 |
| 2016 | 2017  | 2018  |       |      |      |      |
| ↘846 | ↘803  | ↘777  |       |      |      |      |

## Состав сельского поселения
| № | Населённый пункт | Тип населённого пункта       | Население |
| - | ---------------- | ---------------------------- | --------- |
| 1 | Кананикольское   | село, административный центр | ↘805      |
| 2 | Шанский          | деревня                      | ↘203      |
| 3 | Березовка        | деревня                      | ↗77       |